# Oskar Vogt

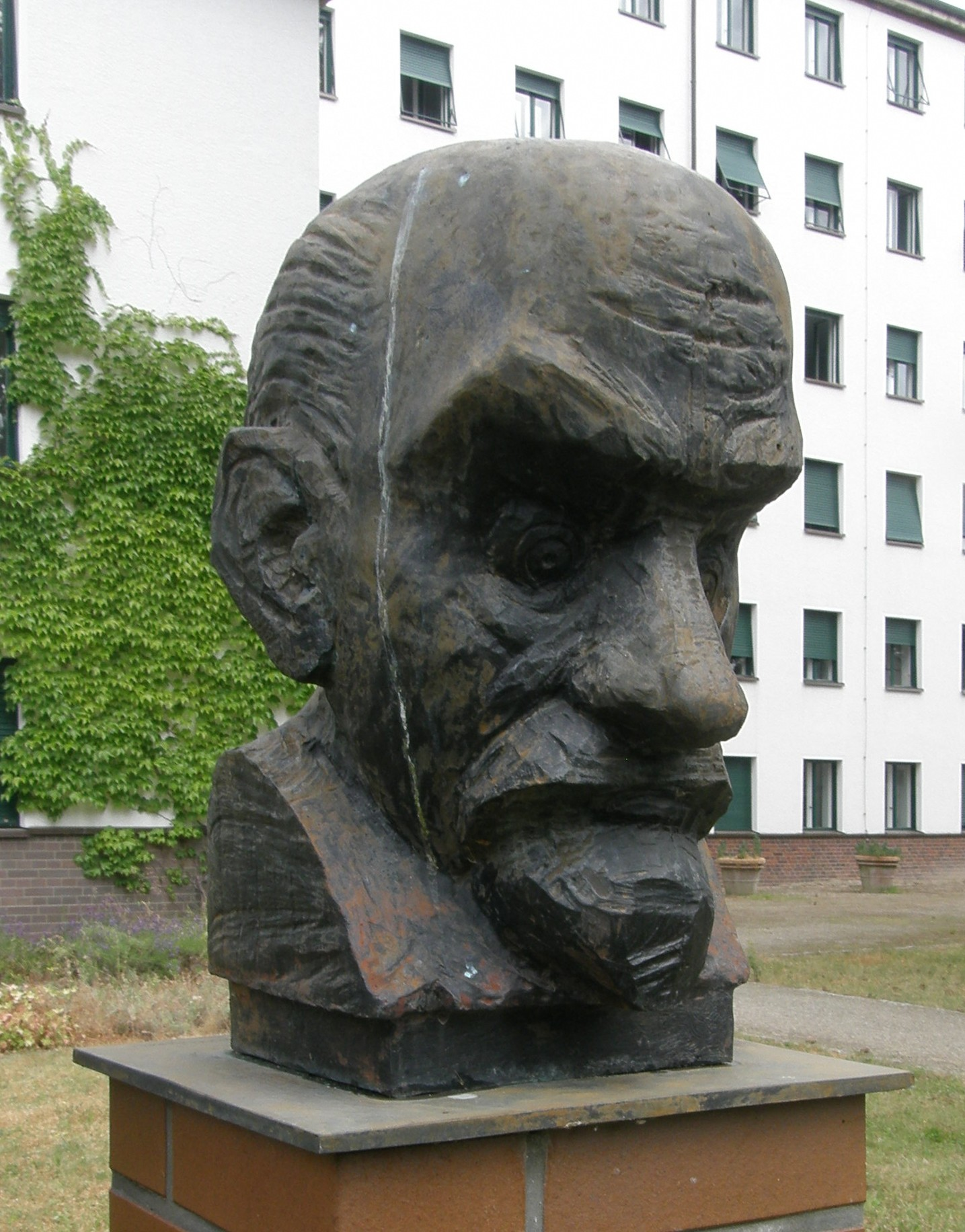
Busto de Oskar Vogt em Berlim

Oskar Vogt (Husum, 6 de abril de 1870 — Freiburg im Breisgau, 31 de julho de 1959) foi um neurologista alemão.